# Rudna Wielka (przystanek kolejowy)
Rudna Wielka – przystanek osobowy w Rudnej Wielkiej, w województwie podkarpackim, w Polsce.

## Ruch pasażerski
| Rok  | Wymiana pasażerska na dobę |
| ---- | -------------------------- |
| 2017 | 10-19                      |
| 2022 | 20-49                      |

Przed przebudową linii w 2015 była to stacja kolejowa.